# Lukavci
Lukavci so naselje v Občini Križevci.